# Bundeswehrkrankenhaus
Ein Bundeswehrkrankenhaus (BwKrhs, BWK) ist ein Krankenhaus, das vom Zentralen Sanitätsdienst der Bundeswehr betrieben wird. Außer Soldaten und Angehörigen der Bundeswehrverwaltung behandelt es auch andere Zivilisten. Derzeit (seit 2008) gibt es noch Bundeswehrkrankenhäuser in Koblenz, Hamburg, Berlin, Ulm und Westerstede. Alle Bundeswehrkrankenhäuser versorgen deutsche und verbündete Soldaten, die bei Auslandseinsätzen der Bundeswehr verwundet worden sind.

## Standorte
| Amberg |

| Bad Zwischenahn |

| Detmold |

| Hamburg |

| Gießen |

| Glückstadt |

| Hamm |

| Kempten (Allgäu) |

| Kiel |

| Koblenz |

| München |

| Osnabrück |

| Wildbad |

| Amberg |

| Bad Zwischenahn |

| Berlin |

| Detmold |

| Gießen |

| Hamburg |

| Hamm |

| Kiel |

| Koblenz |

| Leipzig |

| München |

| Ulm |

| Osnabrück |

| Wildbad |

| Koblenz |

| Berlin |

| Hamburg |

| Ulm |

| Westerstede |

### Heutige Bundeswehrkrankenhäuser
| Wappen | BWK             | Ort                | Eröffnung |
| ------ | --------------- | ------------------ | --------- |
|        | BWZK Koblenz    | Koblenz-Metternich | 1957      |
|        | BWK Berlin      | Berlin-Mitte       | 1991      |
|        | BWK Hamburg     | Hamburg-Wandsbek   | 1958      |
|        | BWK Ulm         | Eselsberg (Ulm)    | 1980      |
|        | BWK Westerstede | Westerstede        | 2008      |

### Ehemalige Lazarette und Krankenhäuser
| Wappen | BWK                                        | Ort                      | Eröffnung | Auflösung |
| ------ | ------------------------------------------ | ------------------------ | --------- | --------- |
|        | BWK Amberg                                 | Amberg                   | 1958      | 2007      |
|        | BWK Bad Zwischenahn                        | Bad Zwischenahn          | 1959      | 2008      |
|        | BWK Detmold                                | Detmold                  | 1957      | 1993      |
|        | BWK Gießen                                 | Gießen                   | 1957      | 1997      |
|        | Marinelazarett Glückstadt → BWK Glückstadt | Glückstadt               | 1957      | 1974      |
|        | BWK Hamm                                   | Hamm-Mitte               | 1957      | 2007      |
|        | BWK Kempten                                | Kempten (Allgäu)         | 1957      | 1980      |
|        | BWK Kiel                                   | Kronshagen               | 1961      | 1996      |
|        | BWK Leipzig                                | Wiederitzsch             | 1991      | 2007      |
|        | BWK München                                | München, Fasangarten     | 1967 (?)  | 1994      |
|        | BWK Osnabrück                              | Osnabrück, Natruper Holz | 1972      | 1993      |
|        | BWK Wildbad                                | Bad Wildbad              | 1962      | 1994      |

## Gliederung
- Klinik I – Innere Medizin
- Klinik II – Chirurgie
- Klinik III – Dermatologie, Venerologie, Allergologie
- Klinik IV – Augenheilkunde
- Klinik V – Hals-Nasen-Ohren-Heilkunde
- Klinik VI – Psychiatrie
- Abt. VIII – Radiologie
- Klinik IX – Neurologie
- Klinik X – Anästhesiologie und Intensivmedizin
- Klinik XI – Urologie
- Klinik XII – Neurochirurgie
- Klinik XIII – Pathologie
- Klinik XIV – Unfallchirurgie, Orthopädie und Gefäßchirurgie
- Abt. XV – Nuklearmedizin
- Abt. XVI – Laboratoriumsmedizin
- Abt. XXI – Mikrobiologie
- Abt. XXIII – Zahnmedizin und Oralchirurgie
- Abt. XXIV – Apotheke

Angegliedert sind die entsprechend nummerierten Fachärztlichen Untersuchungsstellen (FU-1, FU-3, FU-6 usw.).

## Geschichte
1957 wurden die ersten Lazarette zur medizinischen Versorgung der Soldaten der gerade aufgestellten Bundeswehr eingerichtet. Sie behandelten nur Soldaten, nur in Notfällen oder auf Weisung des Bundesministers der Verteidigung auch zivile Patienten. Die Lazarette wurden nach der Bettenzahl in drei Kategorien (200/400/600) unterteilt.
1970 wurden die teilstreitkraftübergreifenden Sanitätseinrichtungen der Bundeswehr als Zentrale Sanitätsdienststellen der Bundeswehr (ZSanDBw) zusammengefasst. Zugleich wurden die Lazarette der Bundeswehr in Bundeswehrkrankenhäuser umbenannt. Ab 1970 standen die Bundeswehrkrankenhäuser auch zivilen Patienten ohne Einschränkung zur Verfügung. Besonders in Hinblick auf die Vorbereitung des Sanitätspersonals auf Auslandseinsätze oder Krisensituationen hat es sich bewährt, die Bundeswehrkrankenhäuser in den zivilen Rettungsdienst einzugliedern.
1993 wurden vier Bundeswehrkrankenhäuser geschlossen. Zur Unterstützung der Bundeswehrkrankenhäuser wurden 13 Facharztzentren gegründet.